# I Know What You Did Last Summer (2025)
I Know What You Did Last Summer is een Amerikaanse slasher-film uit 2025, geregisseerd en mede geschreven door Jennifer Kaytin Robinson. De film is het vierde deel in de I Know What You Did Last Summer-franchise en dient als een direct vervolg op de film I Still Know What You Did Last Summer uit 1998.

## Verhaal
De film volgt een vriendengroep die per ongelijk een dodelijk auto-ongeluk veroorzaken, in pure paniek besluiten de vijf vrienden het ongeluk geheim te houden in plaats van de gevolgen onder ogen te komen. Een jaar later komt hun verleden echter terug en worden ze gedwongen om de confrontatie aan te gaan met de gruwelijke waarheid dat iemand weet wat ze de vorige zomer gedaan hebben. Diegene is vastbesloten om wraak op de vriendengroep te nemen, terwijl de vrienden één voor één worden belaagd door een moordenaar ontdekken ze dat zo'n gelijke situatie al eerder is voorgekomen. Ze zoeken hulp bij Julie James en Ray Bronson, die eerder in 1997 een bloedblad overleefde (de gebeurtenis uit de eerste film uit 1997).

## Rolverdeling
| acteur                | personage               |
| --------------------- | ----------------------- |
| Madelyn Cline         | Danica Richards         |
| Chase Sui Wonders     | Ava Brucks              |
| Jonah Hauer-King      | Milo Griffin            |
| Tyriq Withers         | Teddy Spencer           |
| Sarah Pidgeon         | Stevie Ward             |
| Billy Campbell        | Grant Spencer           |
| Freddie Prinze jr.    | Ray Bronson             |
| Jennifer Love Hewitt  | Julie James             |
| Gabbriette Bechtel    | Tyler Trevino           |
| Austin Nichols        | pastoor Judah Gillespie |
| Joshua Orpin          | Wyatt                   |
| Sarah Michelle Gellar | Helen Shivers           |
| Brandy Norwood        | Karla Wilson            |

- Nicholas Alexander Chavez en Lola Tung waren te zien in verwijderde scènes.[4]

## Achtergrond
De film werd geregisseerd en mede geschreven door Jennifer Kaytin Robinson, voor het schrijven van het verhaal van de film werd ze ondersteund door Leah McKendrick en voor het scenario door Sam Lansky. De film werd geproduceerd door Neal H. Moritz in samenwerking met productiebedrijven Columbia Pictures en Original Film. De opnames van de film gingen in november 2024 van start in New South Wales, Australië en werden afgerond op 13 maart 2025. De film is een direct vervolg op de films I Know What You Did Last Summer uit 1997 en I Still Know What You Did Last Summer uit 1998. De derde film I'll Always Know What You Did Last Summer dat als een losstaand vervolg diende is hier niet aan verbonden. Acteurs Jennifer Love Hewitt en Freddie Prinze jr. keren beide uit de eerste twee films terug om hun rol te hernemen. Andere hoofdrollen in de film waren weggelegd voor onder anderen Madelyn Cline, Chase Sui Wonders en Jonah Hauer-King.

## Release en ontvangst
Op 22 april 2025 werd de eerste trailer van de film uitgebracht. De film ging in première op 14 juli 2025 in het United Theater op Broadway in Los Angeles, en werd op 18 juli 2025 in de Amerikaanse bioscoop uitgebracht door Sony Pictures Releasing. In Nederland werd de film een dag eerder, op 17 juli 2025, in de bioscopen uitgebracht. De film werd door recensenten in het algemeen negatief ontvangen. Op Rotten Tomatoes heeft de film een score van 38% op basis van 179 beoordelingen. Metacritic komt op een score van 42/100, gebaseerd op 32 beoordelingen.